# Gardinia Home Decor
Gardinia ist ein produzierendes Unternehmen im Bereich Gardinentechnik/Sonnenschutzsysteme mit Sitz in Isny im Allgäu und Bünde.

## Geschichte
Im Februar 1950 wurde das Unternehmen als Vorhangschienenfabrik in Isny gegründet. Die patentierte Holzschiene wurde anfangs mit dem kuriosen Slogan „Böse Nachbarn und Gespenster schauen oft durch Deine Fenster. Darum wähle beim Gardinenkauf Gardinia mit Überlauf.“ beworben. Im Laufe der Jahre erweiterte das Unternehmen seine Produktpalette von der reinen Herstellung der klassischen Vorhangschiene hin zu Produktion und Handel mit Produkten rund um das Fenster. Heute umfasst der Produktumfang unter anderem Rollos, Flächenvorhänge, Plissees, Vertikalanlagen, Jalousien (Sonnenschutzsysteme) sowie Gardinenstangen, Vitrageprodukte, Seilspanngarnituren oder Dekorations-Accessoires (Gardinentechnik). In den 1970er und 1980er Jahren teilte das Unternehmen für Innendekoration und Sonnenschutz seine Geschäftsbereiche in Gardinia SB für den DIY-Markt und Alugard für Fachhandel und Raumausstatter auf. Seit 2013 führt Gardinia ebenfalls die Marke Klöckner mit Serienprodukten für den Möbelhandel.
Im Jahre 2006 übernahm Geschäftsführer Reinhard Heidemann in einem Management-Buy-Out (51 %) gemeinsam mit Hunter Douglas N.V. (49 %) die Unternehmensgruppe. Gardinia ist mit Niederlassungen in Zentral- und Osteuropa vertreten.

## Galerie

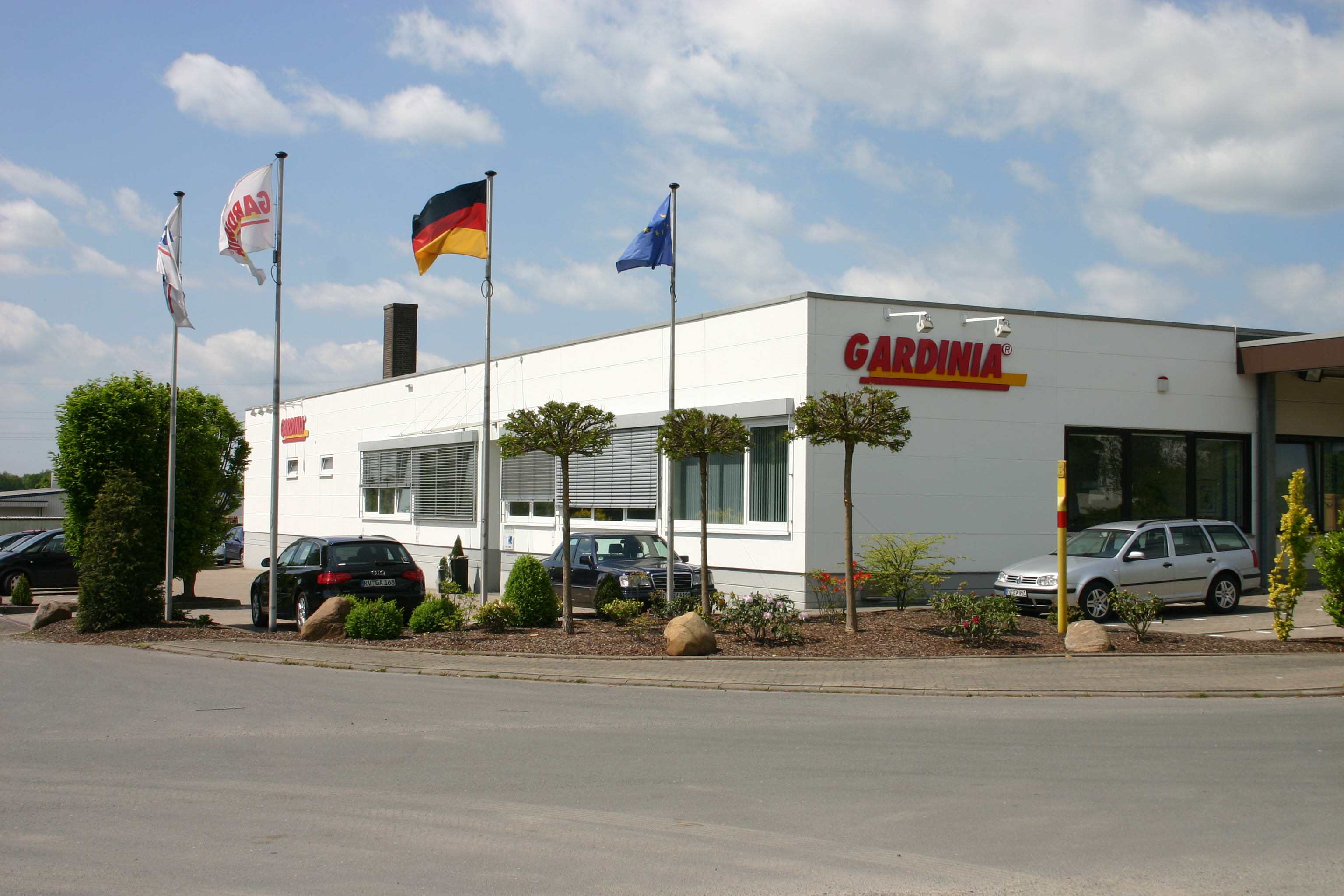
Gardinia Home Decor GmbH, Niederlassung Bünde
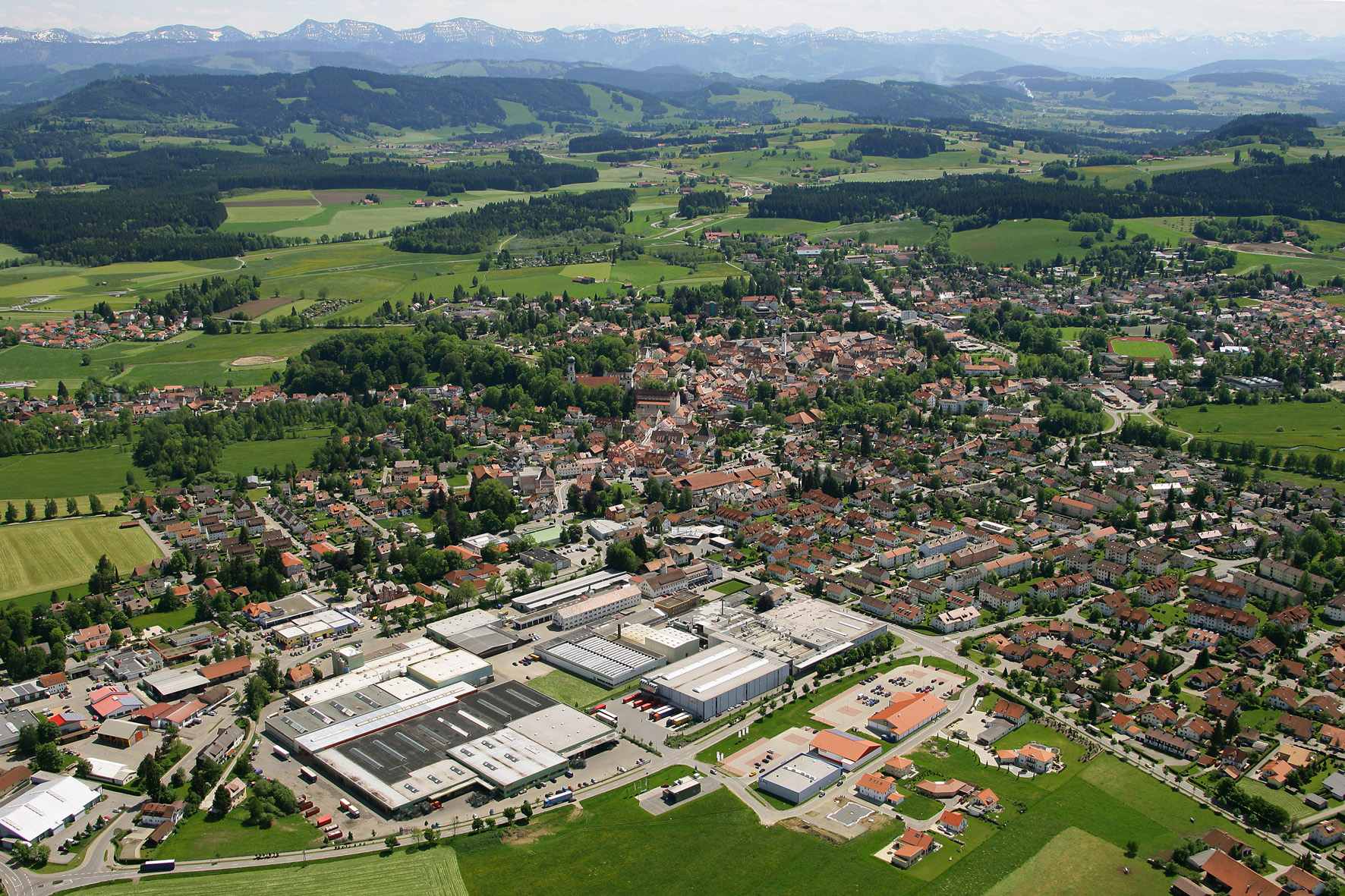
Gardinia Home Decor GmbH, Hauptwerk Isny